# Prostaglandin G2
Prostaglandin G2 ist eine chemische Verbindung aus der Gruppe der Prostaglandine. Es ist ein organisches Peroxid aus dem Arachidonsäure-Stoffwechsel. Prostaglandin G2 kommt natürlich in Tieren vor. Prostaglandin G2 wird durch die Peroxidase in Prostaglandin H2 umgewandelt.